# نیروهای مسلح مالت

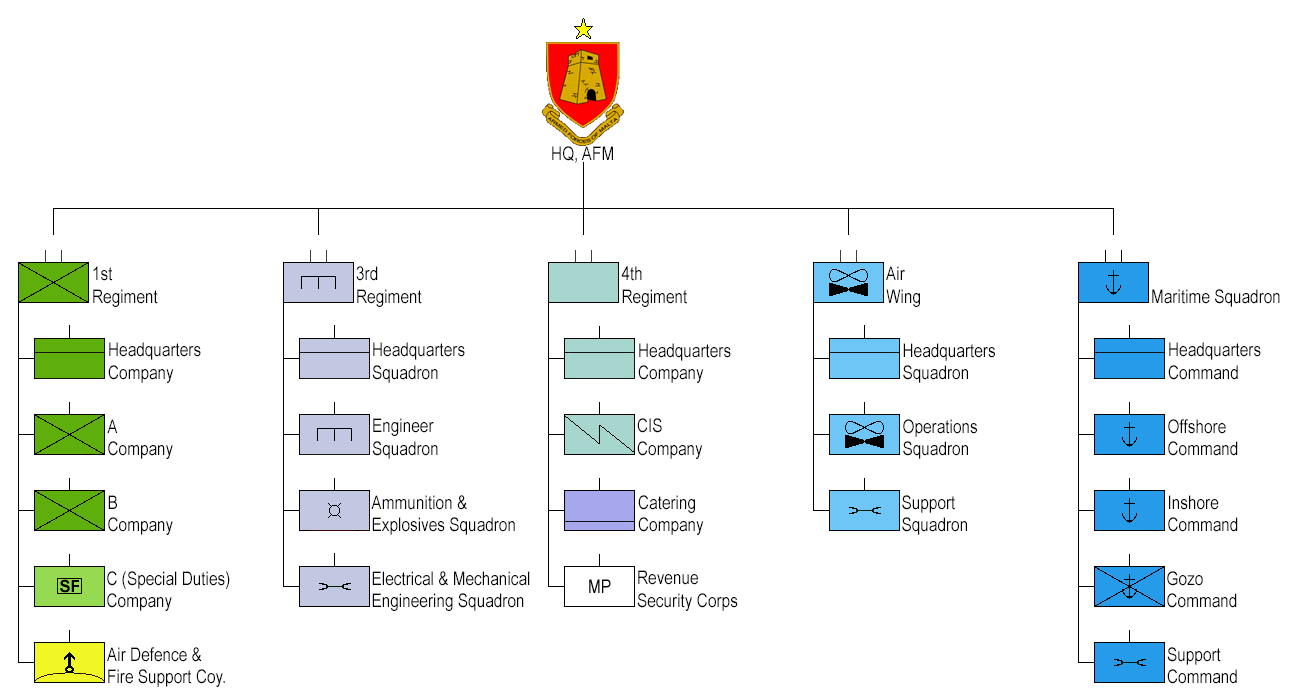
ساختار نیروهای مسلح مالت

نیروهای مسلح مالت (مالتی: Forzi Armati ta' Malta) نامی است که به نیروهای مسلح ترکیبی کشور مالت داده شده است. این سازمان، یک تیپ متشکل از یک ستاد و سه گردان مجزا، با حداقل نیروی هوایی و دریایی است. از آنجایی که مالت، نگهبان جنوبی‌ترین مرز اتحادیه اروپا است، نیروهای مسلح آن، نقش فعالی در کنترل مرزها دارد.